# Lišt

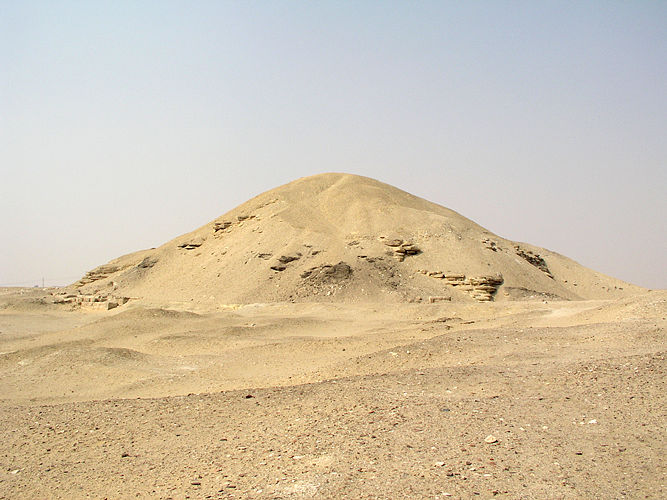
Pyramida faraona Amenemheta I. v Lištu

Lišt je egyptská vesnice nacházející se jižně od Káhiry. Tato lokalita je známa především jako pohřebiště královských a elitních rodin z dob Střední říše. Nachází se zde pyramidy postavené faraony Amenemhetem I. a Senusretem I. Tyto hrobky byly obklopeny menšími pyramidami určenými pro členy královské rodiny a mastabami, do nichž byli ukládáni vysocí úředníci. Pohřebiště bylo vybudováno během 12. a 13. dynastie. Rovněž zde byla nalezena hrobka patřící Sesenebnefovi, knězi z období 13. dynastie, která sice byla objevena již vyrabovaná, avšak obsahovala dvě dřevěné rakve. V nich byly nalezeny nejdelší náboženské texty z pozdního období Střední říše. Tyto texty jsou považované za mladší verzi Knihy mrtvých, která se vyskytovala o několik století později.